# Geonip-dong
Geonip-dong (koreanska: 건입동) är en stadsdel i staden Jeju i provinsen Jeju i den södra delen av Sydkorea, 500 km söder om huvudstaden Seoul. Geonip-dong ligger på norra delen av ön Jeju. Hamnen i Jeju med färjeterminal och containerterminal ligger i Geonip-dong. Här finns också Jejus nationalmuseum, ett arkeologiskt och historiskt museum.